# El muerto falta a la cita
El muerto falta a la cita es una película argentina del género de suspenso filmada en blanco y negro dirigida por Pierre Chenal con su propio argumento y guion de Miguel Mileo, Carlos A. Olivari y Sixto Pondal Ríos que se estrenó el 7 de diciembre de 1944 y tuvo como protagonistas a Ángel Magaña, Nélida Bilbao, Sebastián Chiola y Guillermo Battaglia. Como camarógrafo estuvo el futuro director de fotografía Humberto Peruzzi.

## Sinopsis
La película es de suspenso pero no carece de humor y trata acerca de un joven que es extorsionado a raíz de un accidente en el que parece haber matado a un ciclista mientras conducía borracho.

## Críticas
Pierre Chenal ideó el argumento de la película y Asociados encargó el guion a dos autores, Sixto Pondal Ríos y Nicolás Olivari, que colaboraban en los periódicos Crítica y Noticias Gráficas y habían hecho ya obras teatrales y guiones cinematográficos alcanzando un renombre equivalente al de la dupla Manzi-Petit de Murat (este último publicaría muchos años después un ensayo titulado, justamente, Sixto Pondal Ríos). Los diálogos los realizó Miguel Mileo. La musicalización corrió a cargo de Lucio Demare, quien eligió entre otros temas la pieza Pobre mariposa de Lionel Hampton que en ese momento estaba de moda y que el director vinculó con destreza a la película en una toma en la que se ve una mariposa estrellada contra el radiador de un automóvil.
El crítico Raimundo Calcagno (Calki) dijo de la película que "manejando la sorpresa, el misterio y el suspenso -como en Suspicion (Sospecha/La sospecha) de Hitchcock, pero con mayor ameneidad- Chenal mueve los hilos del argumento con consumada maestría. Su realización, superando al tema, es impecable" y Domingo Di Núbila sintetizó "La mejor comedia policial del cine argentino hasta entonces".
Cabe agregar como curiosidad que años después Juan Antonio Bardem, que conocía a El muerto falta a la cita por intermedio de Chenal, dirigiría la película La muerte de un ciclista con un argumento similar.

## Reparto
- Ángel Magaña	... 	Daniel Rivero
- Nélida Bilbao	... 	Elena
- Sebastián Chiola	... 	Guido Franchi
- Guillermo Battaglia	... 	Doctor Emilio Quiroga
- Maruja Gil Quesada	... 	Matilde
- Oscar Villa	... 	Gordo
- Tilda Thamar	... 	Nora
- Roberto García Ramos	... 	Raúl Estévez
- Alberto Terrones	... 	Comisario
- René Mugica	... 	Agente
- Lea Briand
- José Comellas
- Marcial Manent
- José A. Vázquez